# Miramont-de-Comminges
Pour les articles homonymes, voir Miramont.
Miramont-de-Comminges est une commune française située dans l'ouest du département de la Haute-Garonne en région Occitanie. Ses habitants sont appelés les Miramontais.
Sur le plan historique et culturel, la commune est dans le pays de Comminges, correspondant à l’ancien comté de Comminges, circonscription de la province de Gascogne située sur les départements actuels du Gers, de la Haute-Garonne, des Hautes-Pyrénées et de l'Ariège. Exposée à un climat océanique altéré, elle est drainée par la Garonne, le ruisseau d'Angeles et par divers autres petits cours d'eau. La commune possède un patrimoine naturel remarquable : un site Natura 2000 (« Garonne, Ariège, Hers, Salat, Pique et Neste »), un espace protégé (« la Garonne, l'Ariège, l'Hers Vif et le Salat ») et trois zones naturelles d'intérêt écologique, faunistique et floristique.
Miramont-de-Comminges est une commune urbaine qui compte 743 habitants en 2022, après avoir connu un pic de population de 1 857 habitants en 1851. Elle appartient à l'unité urbaine de Saint-Gaudens et fait partie de l'aire d'attraction de Saint-Gaudens. Ses habitants sont appelés les Miramontais ou  Miramontaises.
Le patrimoine architectural de la commune comprend un immeuble protégé au titre des monuments historiques : une croix de cimetière, inscrite en 2010.

## Géographie

### Localisation

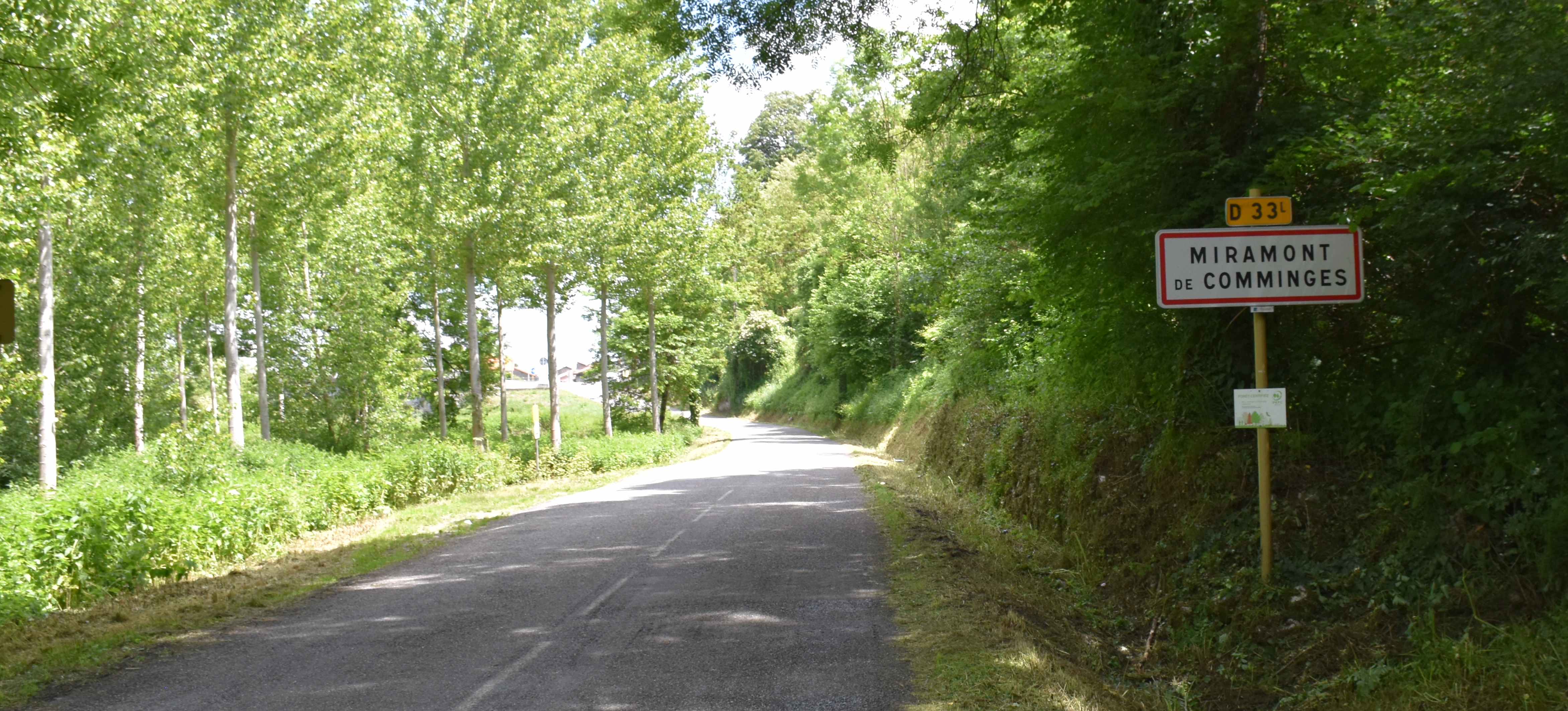
Une entrée de la commune.

La commune de Miramont-de-Comminges se trouve dans le département de la Haute-Garonne, en région Occitanie.
Elle se situe à 80 km à vol d'oiseau de Toulouse, préfecture du département, et à 2 km de Saint-Gaudens, sous-préfecture.
Les communes les plus proches sont : 
Rieucazé (2,1 km), Saint-Gaudens (2,5 km), Lespiteau (3,2 km), Valentine (3,4 km), Estancarbon (3,4 km), Aspret-Sarrat (3,8 km), Encausse-les-Thermes (5,1 km), Landorthe (5,2 km).
Sur le plan historique et culturel, Miramont-de-Comminges fait partie du pays de Comminges, correspondant à l’ancien comté de Comminges, circonscription de la province de Gascogne située sur les départements actuels du Gers, de la Haute-Garonne, des Hautes-Pyrénées et de l'Ariège.
Miramont-de-Comminges est limitrophe de sept autres communes.
Les communes limitrophes sont Aspret-Sarrat, Encausse-les-Thermes, Estancarbon, Pointis-Inard, Rieucazé et Saint-Gaudens.
| Saint-Gaudens        |                       | Estancarbon   |
| Aspret-Sarrat        | Miramont-de-Comminges | Pointis-Inard |
| Encausse-les-Thermes | Rieucazé              |               |

### Géologie et relief
La superficie de la commune est de 809 hectares ; son altitude varie de 338  à   564 mètres.
Miramont de Comminges possède un espace forestier riche de 292 ha de forêt mixte, typique du piémont pyrénéen. Cet espace culmine à 578 m au Cap de Lastodet, frontière communale entre Miramont-de-Comminges, Rieucazé, Aspret-Sarrat et Encausse-les-thermes. Au pied de ce cap naît le ruisseau d'Angèles qui traverse le village. Le ruisseau de Gardesse le traverse plus brièvement et alimente la Garonne près du pont. Il naît à 460 m d'altitude et ruisselle le long du thalweg entre les cantons forestiers de Mélères et Pilate. Un ruisseau (de Mélères ou Pedesclop selon les époques) prend également naissance dans l'espace forestier miramontais entre le bois de Montaut (limite communale) et le canton forestier de Mélères (interfluve avec le thalweg du ruisseau de Gardesse). Il aboutit au lieu-dit du « pont blanc » après une succession de charmantes petites cascades. Passant sous la route, il se jette dans la Garonne après avoir créé un méandre, sur le sentier du fond du bois menant à Miramont de Comminges. Un autre sentier partant lui de la chapelle du calvaire (ND des 7 douleurs), parallèle à la Garonne, permet de rallier le pont blanc créant ainsi une boucle de promenade favorable à de multiples observations environnementales.

### Hydrographie

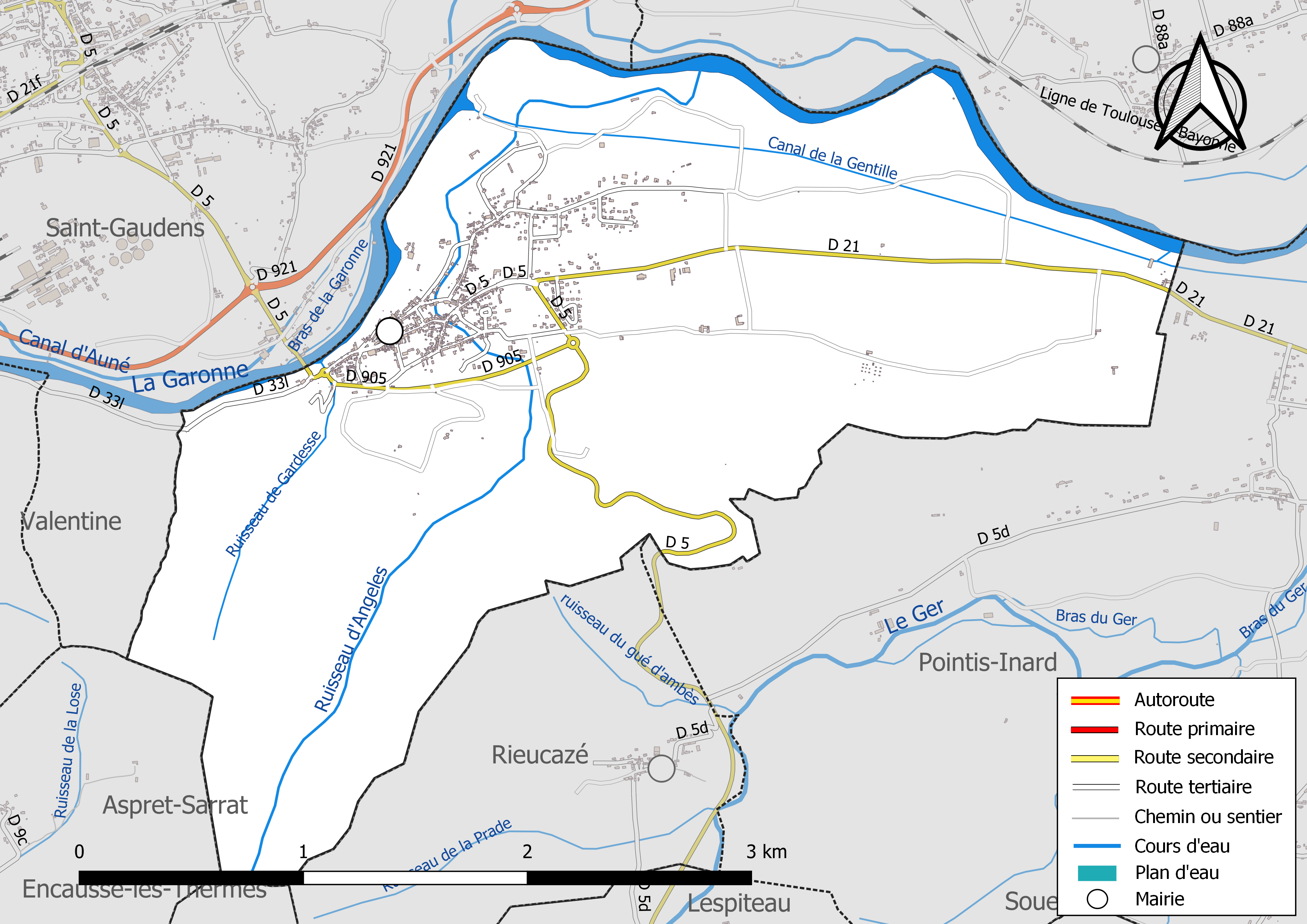
Réseaux hydrographique et routier de Miramont-de-Comminges.

La commune est dans le bassin de la Garonne, au sein du bassin hydrographique Adour-Garonne. Elle est drainée par la Garonne, le ruisseau d'Angeles, Canal de la Gentille, le ruisseau de Gardesse, le ruisseau du gué d'ambès et par un petit cours d'eau, constituant un réseau hydrographique de 12 km de longueur totale,.
La Garonne est un fleuve principalement français prenant sa source en Espagne et qui coule sur 529 km avant de se jeter dans l’océan Atlantique.

### Climat
Pour des articles plus généraux, voir Climat de l'Occitanie et Climat de la Haute-Garonne.
En 2010, le climat de la commune est de type climat océanique altéré, selon une étude s'appuyant sur une série de données couvrant la période 1971-2000. En 2020, Météo-France publie une typologie des climats de la France métropolitaine dans laquelle la commune est exposée à un climat de montagne ou de marges de montagne et est dans la région climatique Pyrénées centrales, caractérisée par une pluviométrie annuelle de 1 000 à 1 200 mm.
Pour la période 1971-2000, la température annuelle moyenne est de 12,4 °C, avec une amplitude thermique annuelle de 14,7 °C. Le cumul annuel moyen de précipitations est de 999 mm, avec 9,5 jours de précipitations en janvier et 6,5 jours en juillet. Pour la période 1991-2020, la température moyenne annuelle observée sur la station météorologique la plus proche, située sur la commune de Clarac à 10 km à vol d'oiseau, est de 12,5 °C et le cumul annuel moyen de précipitations est de 804,9 mm,. Pour l'avenir, les paramètres climatiques de la commune estimés pour 2050 selon différents scénarios d'émission de gaz à effet de serre sont consultables sur un site dédié publié par Météo-France en novembre 2022.

### Milieux naturels et biodiversité

#### Espaces protégés
La protection réglementaire est le mode d’intervention le plus fort pour préserver des espaces naturels remarquables et leur biodiversité associée,.
Un  espace protégé est présent sur la commune : 
« la Garonne, l'Ariège, l'Hers Vif et le Salat », objet d'un arrêté de protection de biotope, d'une superficie de 1 658,7 ha.

#### Réseau Natura 2000

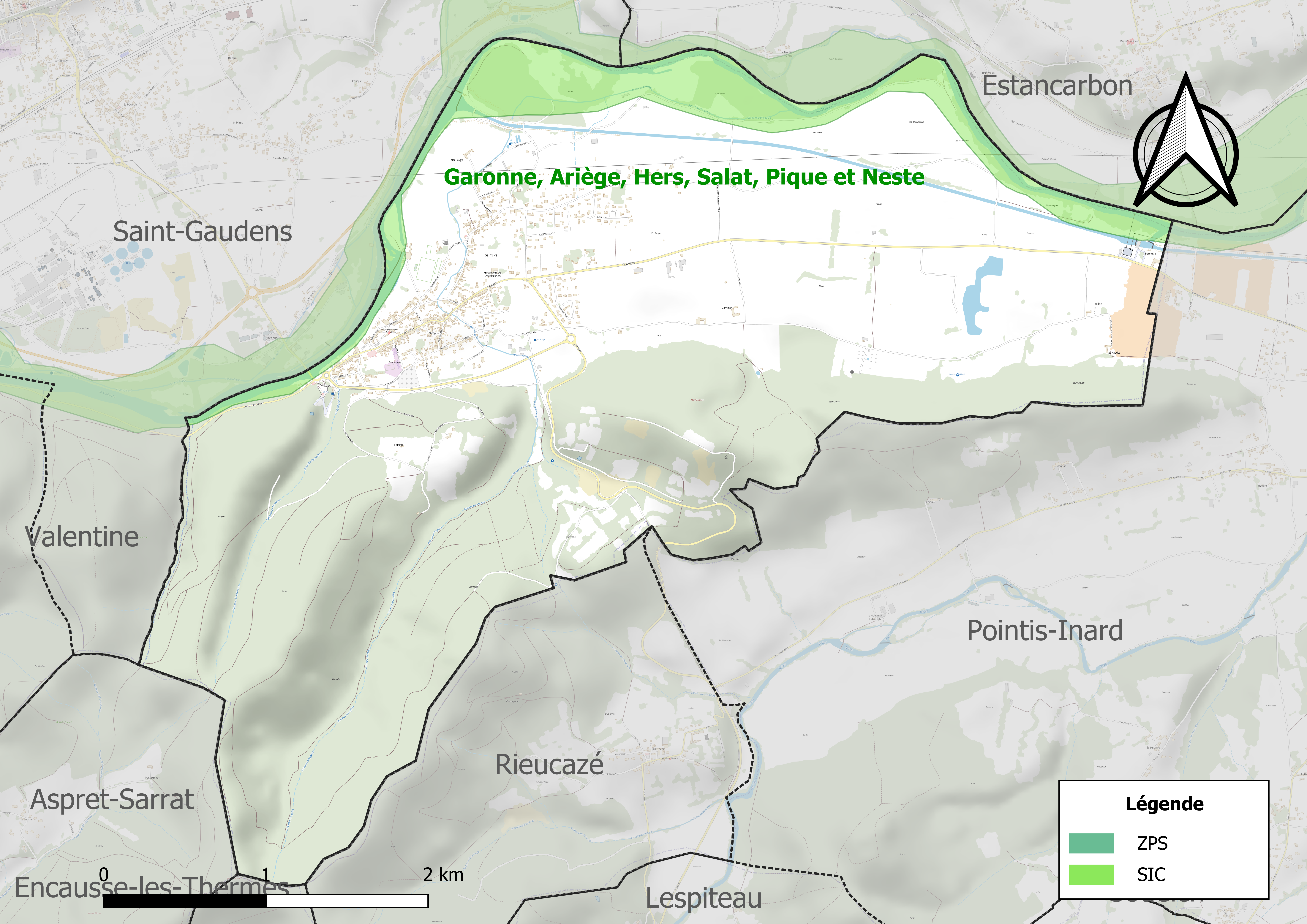
Site Natura 2000 sur le territoire communal.

Le réseau Natura 2000 est un réseau écologique européen de sites naturels d'intérêt écologique élaboré à partir des directives habitats et oiseaux, constitué de zones spéciales de conservation (ZSC) et de zones de protection spéciale (ZPS).
Un site Natura 2000 a été défini sur la commune au titre de la directive habitats : « Garonne, Ariège, Hers, Salat, Pique et Neste », d'une superficie de 9 581 ha, un réseau hydrographique pour les poissons migrateurs (zones de frayères actives et potentielles importantes pour le Saumon en particulier qui fait l'objet d'alevinages réguliers et dont des adultes atteignent déjà Foix sur l'Ariège.

#### Zones naturelles d'intérêt écologique, faunistique et floristique

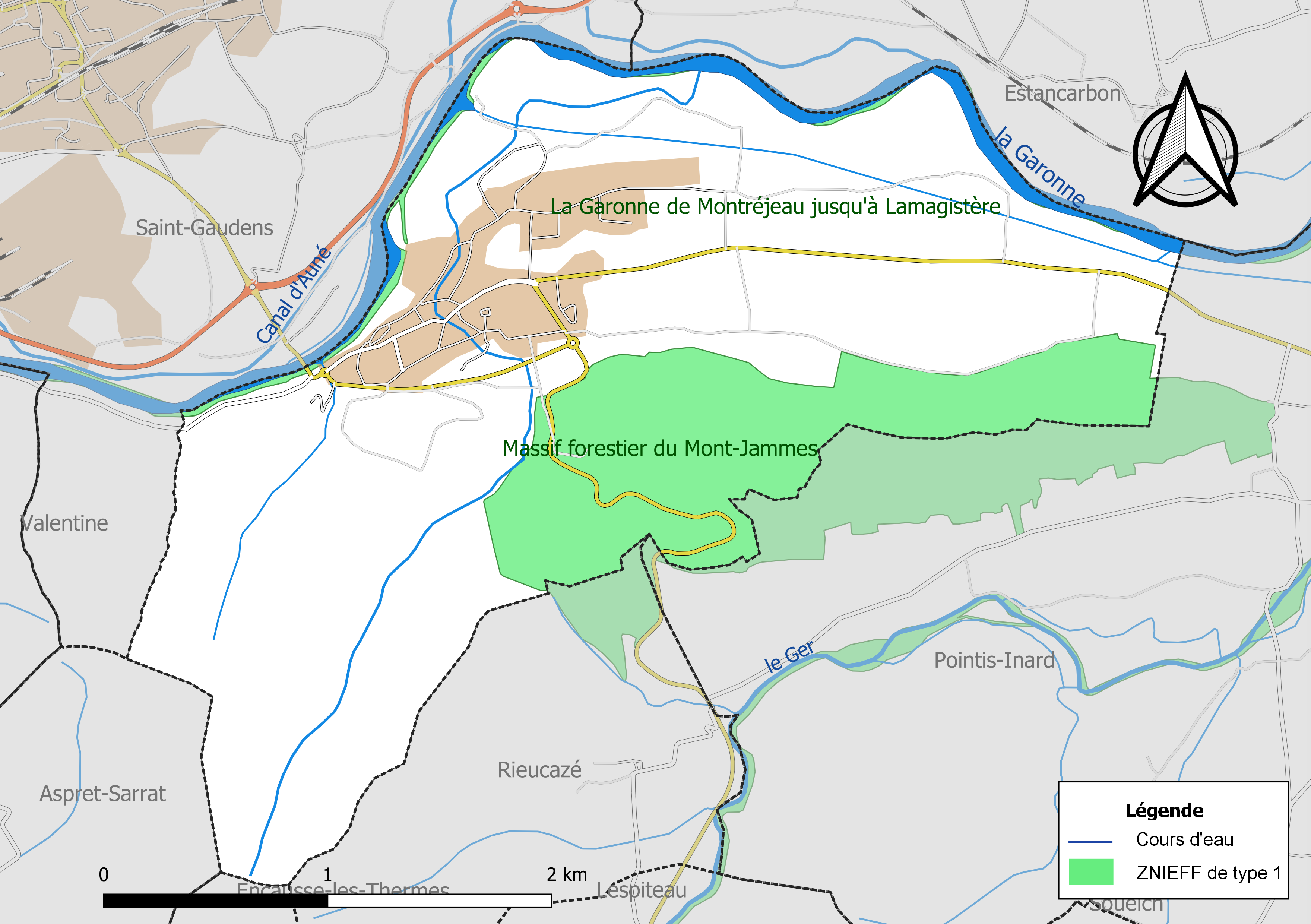
Carte des ZNIEFF de type 1 localisées sur la commune.

L’inventaire des zones naturelles d'intérêt écologique, faunistique et floristique (ZNIEFF) a pour objectif de réaliser une couverture des zones les plus intéressantes sur le plan écologique, essentiellement dans la perspective d’améliorer la connaissance du patrimoine naturel national et de fournir aux différents décideurs un outil d’aide à la prise en compte de l’environnement dans l’aménagement du territoire.
Deux ZNIEFF de type 1 sont recensées sur la commune :
« la Garonne de Montréjeau jusqu'à Lamagistère » (5 075 ha), couvrant 92 communes dont 63 dans la Haute-Garonne, trois en Lot-et-Garonne et 26 en Tarn-et-Garonne et 
le « massifforestier du Mont-Jammes » (253 ha), couvrant 3 communes du département
et une ZNIEFF de type 2, : 
« la Garonne et milieux riverains, en aval de Montréjeau » (6 874 ha), couvrant 93 communes dont 64 dans la Haute-Garonne, trois en Lot-et-Garonne et 26 en Tarn-et-Garonne.

## Urbanisme

### Typologie
Au 1er janvier 2024, Miramont-de-Comminges est catégorisée ceinture urbaine, selon la nouvelle grille communale de densité à sept niveaux définie par l'Insee en 2022.
Elle appartient à l'unité urbaine de Saint-Gaudens, une agglomération intra-départementale regroupant sept  communes, dont elle est une commune de la banlieue,,. Par ailleurs la commune fait partie de l'aire d'attraction de Saint-Gaudens, dont elle est une commune de la couronne,. Cette aire, qui regroupe 85 communes, est catégorisée dans les aires de moins de 50 000 habitants,.

### Occupation des sols

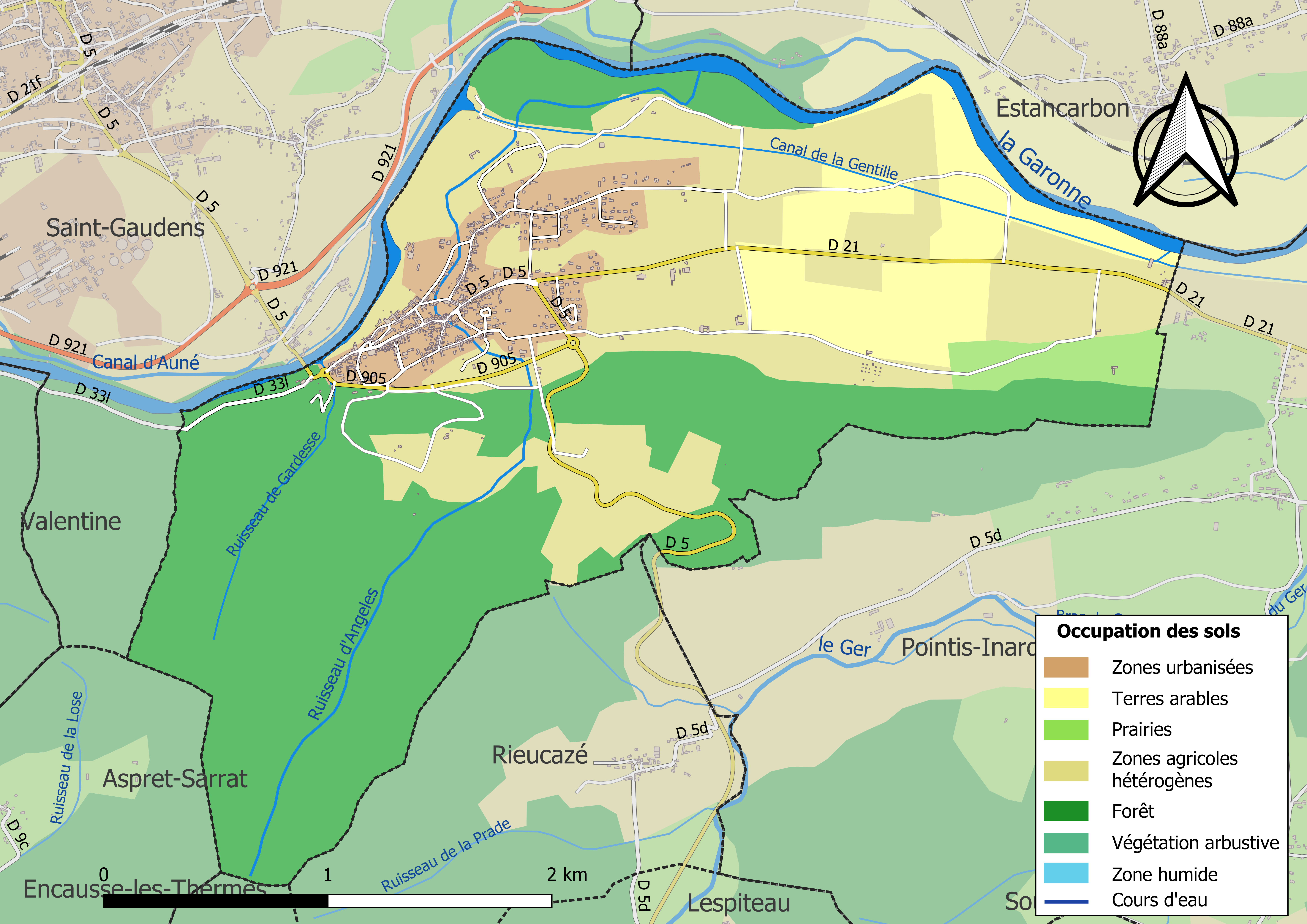
Carte des infrastructures et de l'occupation des sols de la commune en 2018 (CLC).

L'occupation des sols de la commune, telle qu'elle ressort de la base de données européenne d’occupation biophysique des sols Corine Land Cover (CLC), est marquée par l'importance des forêts et milieux semi-naturels (47,1 % en 2018), une proportion identique à celle de 1990 (47,1 %). La répartition détaillée en 2018 est la suivante : 
forêts (47,1 %), zones agricoles hétérogènes (31,2 %), terres arables (11 %), zones urbanisées (8,6 %), prairies (2,1 %). L'évolution de l’occupation des sols de la commune et de ses infrastructures peut être observée sur les différentes représentations cartographiques du territoire : la carte de Cassini (XVIIIe siècle), la carte d'état-major (1820-1866) et les cartes ou photos aériennes de l'IGN pour la période actuelle (1950 à aujourd'hui).

### Voies de communication et transports
Accès par l'autoroute A64 sortie no 18 en prenant la route départementale 905. Miramont-de-Comminges est desservi par le réseau Arc-en-ciel. La gare de Saint-Gaudens est à moins de 5 minutes en voiture.

### Risques majeurs
Le territoire de la commune de Miramont-de-Comminges est vulnérable à différents aléas naturels : météorologiques (tempête, orage, neige, grand froid, canicule ou sécheresse), inondations, feux de forêts et séisme (sismicité modérée). Il est également exposé à deux risques technologiques,  et  le risque industriel et la rupture d'un barrage. Un site publié par le BRGM permet d'évaluer simplement et rapidement les risques d'un bien localisé soit par son adresse soit par le numéro de sa parcelle.

#### Risques naturels
Certaines parties du territoire communal sont susceptibles d’être affectées par le risque d’inondation par débordement de cours d'eau, notamment la Garonne. La commune a été reconnue en état de catastrophe naturelle au titre des dommages causés par les inondations et coulées de boue survenues en 1982, 1992, 1999, 2007, 2009, 2013 et 2022,.
Un plan départemental de protection des forêts contre les incendies a été approuvé par arrêté préfectoral du 25 septembre 2006. Miramont-de-Comminges est exposée au risque de feu de forêt du fait de la présence sur son territoire du massif des piémonts des Pyrénées. Il est ainsi défendu aux propriétaires de la commune et à leurs ayants droit de porter ou d’allumer du feu dans l'intérieur et à une distance de 200 mètres des bois, forêts, plantations, reboisements ainsi que des landes. L’écobuage est également interdit, ainsi que les feux de type méchouis et barbecues, à l’exception de ceux prévus dans des installations fixes (non situées sous couvert d'arbres) constituant une dépendance d'habitation,.

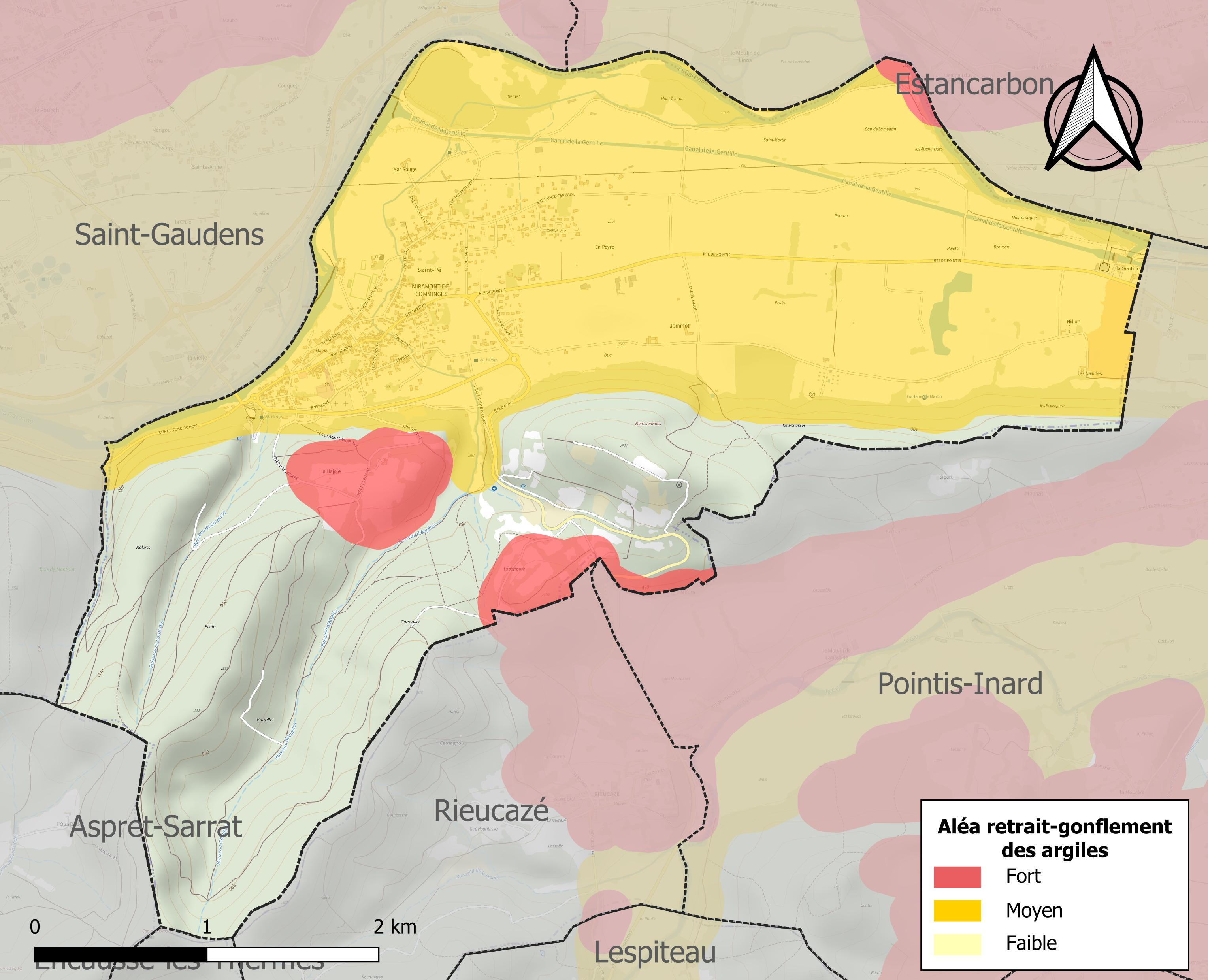
Carte des zones d'aléa retrait-gonflement des sols argileux de Miramont-de-Comminges.

Le retrait-gonflement des sols argileux est susceptible d'engendrer des dommages importants aux bâtiments en cas d’alternance de périodes de sécheresse et de pluie. 62,8 % de la superficie communale est en aléa moyen ou fort (88,8 % au niveau départemental et 48,5 % au niveau national). Sur les 410 bâtiments dénombrés sur la commune en 2019, 410 sont en aléa moyen ou fort, soit 100 %, à comparer aux 98 % au niveau départemental et 54 % au niveau national. Une cartographie de l'exposition du territoire national au retrait gonflement des sols argileux est disponible sur le site du BRGM,.
Par ailleurs, afin de mieux appréhender le risque d’affaissement de terrain, l'inventaire national des cavités souterraines permet de localiser celles situées sur la commune.
Concernant les mouvements de terrains, la commune a été reconnue en état de catastrophe naturelle au titre des dommages causés par la sécheresse en 1989, 2002 et 2003 et par des mouvements de terrain en 1999.

#### Risques technologiques
La commune est exposée au risque industriel du fait de la présence sur son territoire d'une entreprise soumise à la directive européenne SEVESO.
La commune est en outre située en aval des barrages du Portillon, de Cap de Long (Hautes-Pyrénées) et de l'Oule (Hautes-Pyrénées). À ce titre elle est susceptible d’être touchée par l’onde de submersion consécutive à la rupture d'un de ces ouvrages.

## Toponymie
Miramont ne s'appelle Miramont-de-Comminges que depuis un décret datant du 21 janvier 1949. En occitan le nom de la commune est Miramont de Comenge. Un miramont, en occitan gascon, est un endroit avec vue sur les montagnes.

## Histoire
Miramont est très tôt devenu un point de passage de la Garonne. Sur le promontoire du Castéra, un poste de douane fut installé lors du passage de Pompée, général romain, vers 77 av notre ère. Des médailles impériales comme des débris de poteries en attestent (cf ouvrages de M.de Juillac-Vignoles[réf. nécessaire]). Des vestiges de cimetière romain sont également indiqués dans le secteur du Pouran non loin de la statue de Sainte-Germaine. Ce poste de douane surplombant la Garonne, devint un château gallo-romain puis féodal avant d'être détruit sur ordre royal en 1627, comme toutes les forteresses de France qui n'étaient pas situées sur une frontière (déclaration de Nantes)[réf. nécessaire]. Cet ordre de Louis XIII qui datait du 31 juillet 1626, visait à mater une noblesse conspiratrice plutôt hostile à son endroit comme à celui du Cardinal de Richelieu. Quelques pans de murs (architecture militaire romaine) sont cependant encore bien sur pied ainsi qu'une partie du donjon sur les vestiges duquel se dresse aujourd'hui la chapelle Notre-Dame des sept douleurs ou chapelle du calvaire. La voûte du donjon constitue le sanctuaire de la chapelle.
Sous l'ancien régime, Miramont constituait avec Saint-Gaudens l'une des quatre châtellenies du Nébouzan. Les deux communautés ont, de tous temps, été très étroitement liées, Miramont possédant localement l'un des trois seuls points de passage de la Garonne avec Montréjeau et Valentine. Cette dernière, certes proche, ne faisait pas partie du Nébouzan mais des états du Languedoc qui en avaient financé le pont, les droits de passage ne rentraient donc pas dans les coffres de la châtellenie de Saint-Gaudens. La voie de communication passant par Miramont-de-Comminges était  officiellement nommée la "route de Saint-Gaudens en Catalogne".
Miramont, comme en témoigne son tunnel,, était également une halte ferroviaire de la ligne de Saint-Gaudens à Aspet, active entre 1906 et 1936. Ce tunnel possède la particularité d'être le seul de l'ancien réseau ferré des Chemins de fer du Sud-Ouest. Le réseau est quant à lui resté actif jusqu'en 1949.

## Politique et administration

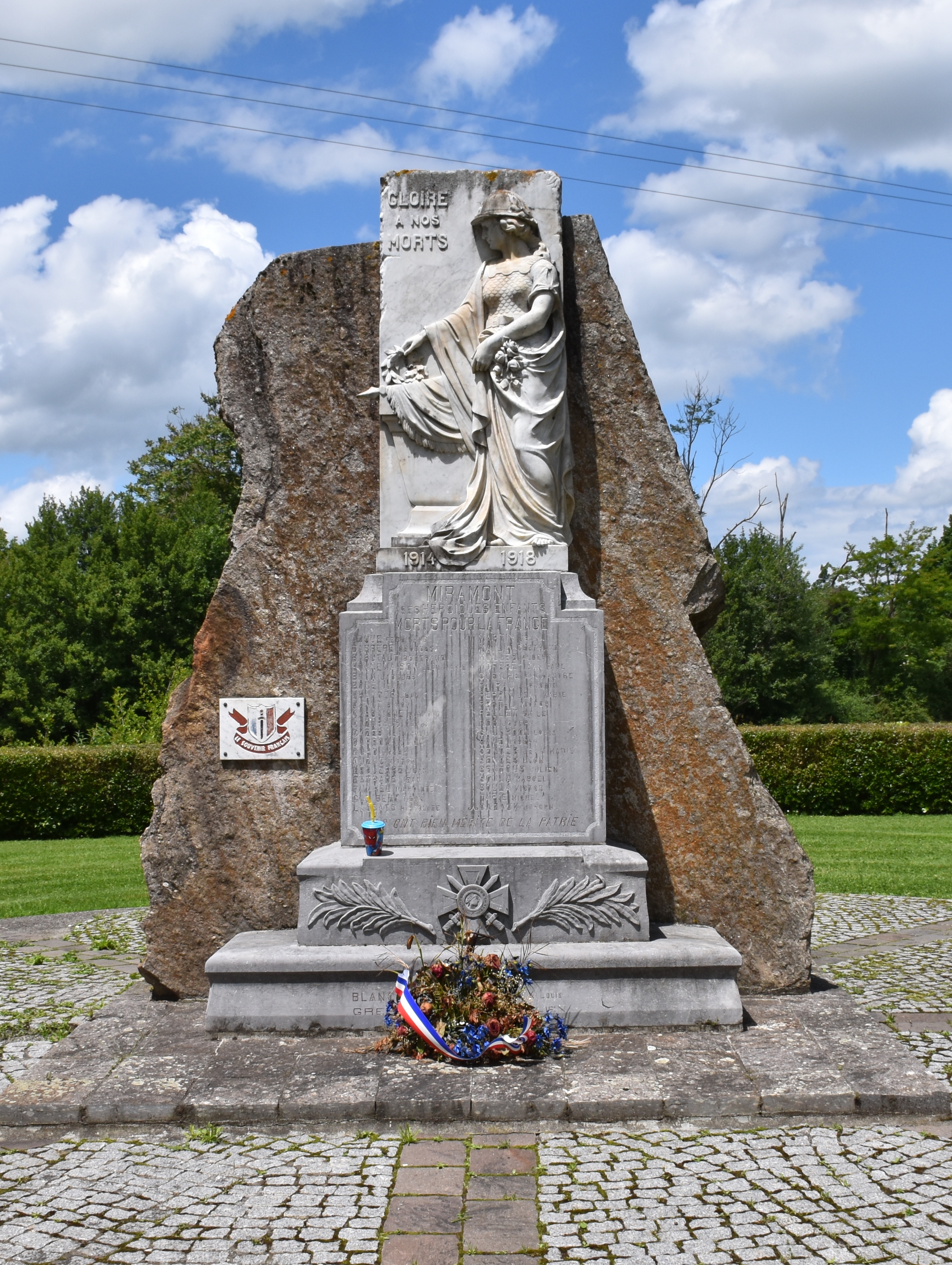
Le monument aux morts.

### Administration municipale
Le nombre d'habitants au recensement de 2011 étant compris entre 500 et 1 499 habitants, le nombre de membres du conseil municipal pour l'élection de 2014 est de quinze,.

### Rattachements administratifs et électoraux
Commune faisant partie de la huitième circonscription de la Haute-Garonne, de la communauté de communes Cœur et Coteaux de Comminges et du canton de Saint-Gaudens. Avant le 1er janvier 2017, Miramont-de-Comminges faisait partie de la communauté de communes du Saint-Gaudinois.
La commune est également membre du SIVOM de Saint-Gaudens Montréjeau Aspet Magnoac.

### Liste des maires

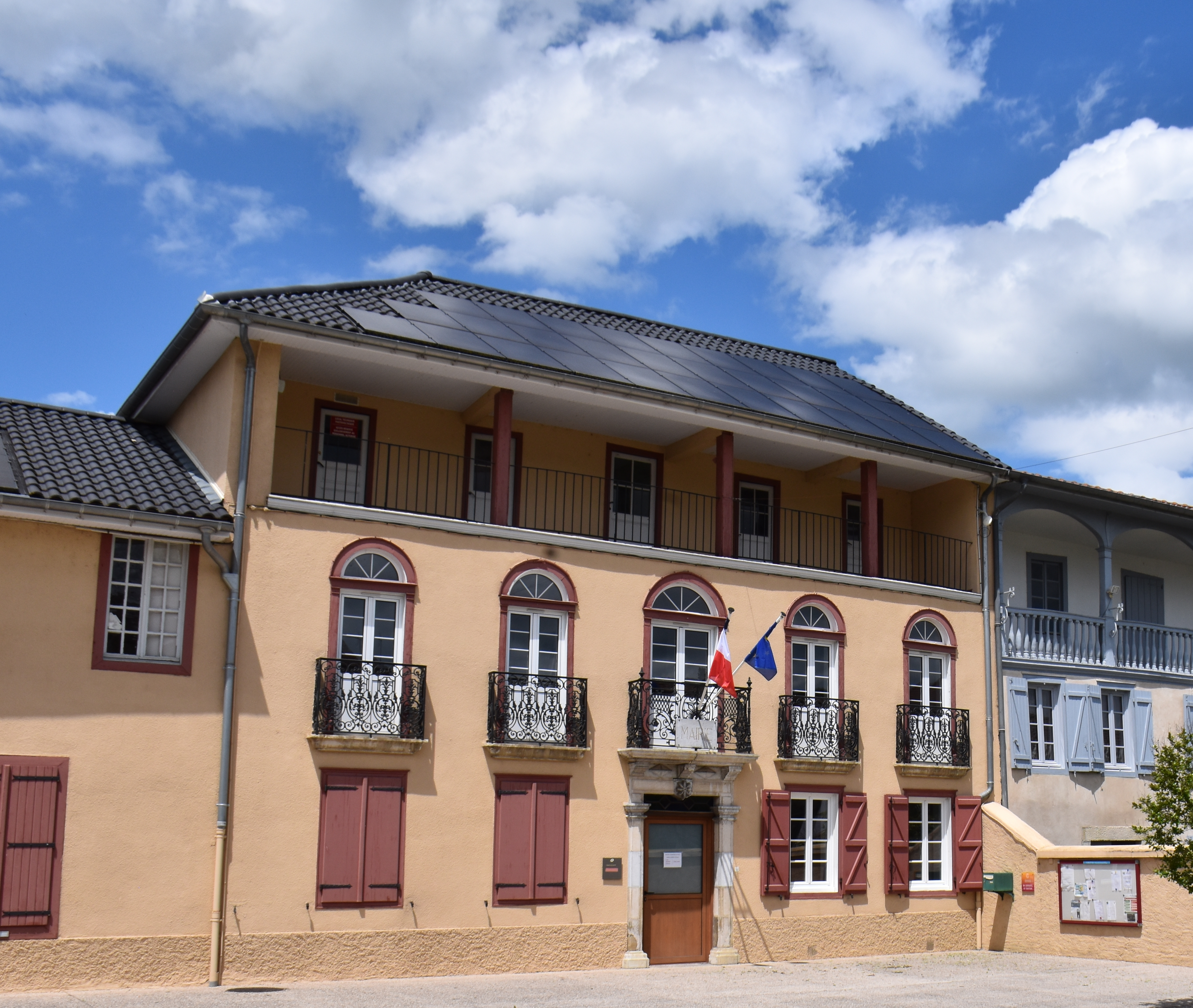
La mairie.

| Période                                  | Période  | Identité         | Étiquette | Qualité       |
| ---------------------------------------- | -------- | ---------------- | --------- | ------------- |
| 2004                                     | 2014     | François Pacheco |           |               |
| 2014                                     | En cours | Laure Vigneaux   | PS        | Fonctionnaire |
| Les données manquantes sont à compléter. |          |                  |           |               |

## Population et société

### Démographie
| 1793  | 1800  | 1806  | 1821  | 1831  | 1836  | 1841  | 1846  | 1851  |
| ----- | ----- | ----- | ----- | ----- | ----- | ----- | ----- | ----- |
| 1 006 | 1 038 | 1 091 | 1 266 | 1 497 | 1 636 | 1 670 | 1 769 | 1 857 |

| 1856  | 1861  | 1866  | 1872  | 1876  | 1881  | 1886  | 1891  | 1896  |
| ----- | ----- | ----- | ----- | ----- | ----- | ----- | ----- | ----- |
| 1 654 | 1 586 | 1 650 | 1 615 | 1 560 | 1 356 | 1 404 | 1 143 | 1 064 |

| 1901 | 1906 | 1911 | 1921 | 1926 | 1931  | 1936 | 1946  | 1954  |
| ---- | ---- | ---- | ---- | ---- | ----- | ---- | ----- | ----- |
| 971  | 989  | 936  | 793  | 790  | 1 001 | 897  | 1 043 | 1 031 |

| 1962  | 1968  | 1975  | 1982  | 1990 | 1999 | 2005 | 2006 | 2010 |
| ----- | ----- | ----- | ----- | ---- | ---- | ---- | ---- | ---- |
| 1 029 | 1 093 | 1 123 | 1 008 | 922  | 784  | 854  | 851  | 793  |

| 2015 | 2020 | 2022 | - | - | - | - | - | - |
| ---- | ---- | ---- | - | - | - | - | - | - |
| 775  | 759  | 743  | - | - | - | - | - | - |

| selon la population municipale des années : | 1968 | 1975 | 1982 | 1990 | 1999 | 2006 | 2009 | 2013 |
| Rang de la commune dans le département      | 68   | 79   | 105  | 135  | 160  | 172  | 181  | 196  |
| Nombre de communes du département           | 592  | 582  | 586  | 588  | 588  | 588  | 589  | 589  |

### Enseignement
Miramont-de-Comminges fait partie de l'académie de Toulouse.

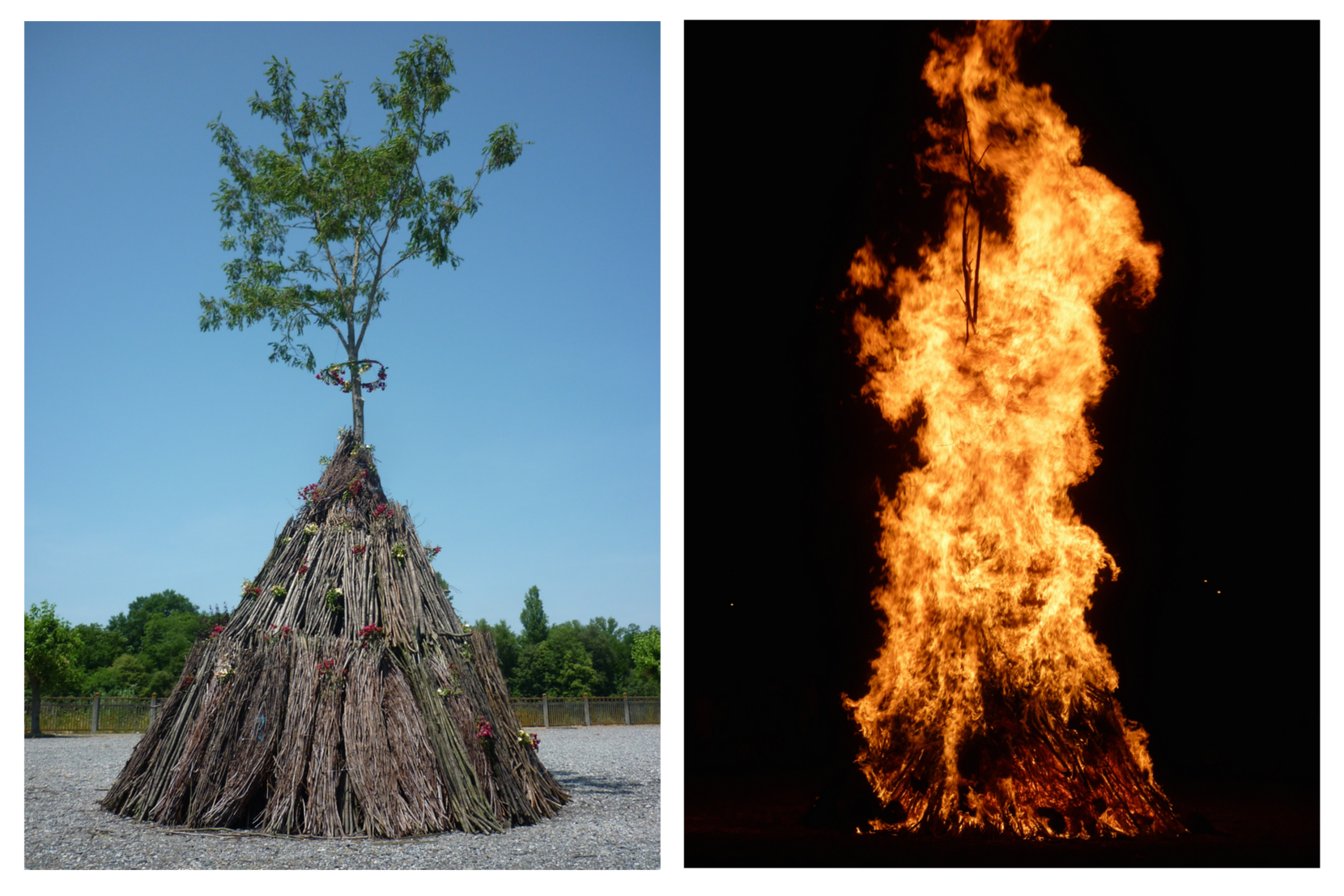
Feu de la Saint-Jean 2014 à Miramont-de-Comminges.

L'éducation est assurée par un groupe scolaire qui prend les enfants en charge et enseigne de la maternelle au primaire. Les activités péri-scolaires sont assurées par l'ALAE (accueils de loisirs associés à l'école) de l'intercommunalité.

### Culture et festivités
Une association d'art, Art Pyrénéen, permet l'apprentissage de la peinture. Elle est également impliquée dans des activités de valorisation et de préservation du patrimoine.
Chaque 21 juin, la fête de la Saint-Jean donne lieu à de joyeuses réunions autour d'un magnifique feu sur la place Saint-Jean.
Les journées du patrimoine, fin septembre, rassemblent également de plus en plus de visiteurs autour des nombreux sites du patrimoine miramontais. L'office de tourisme du Saint-Gaudinois propose également des balades découvertes de ce patrimoine.

### Activités sportives
De nombreuses infrastructures sportives permettent la pratique de sports en vogue comme le tennis, la gymnastique, le football ou la pétanque.

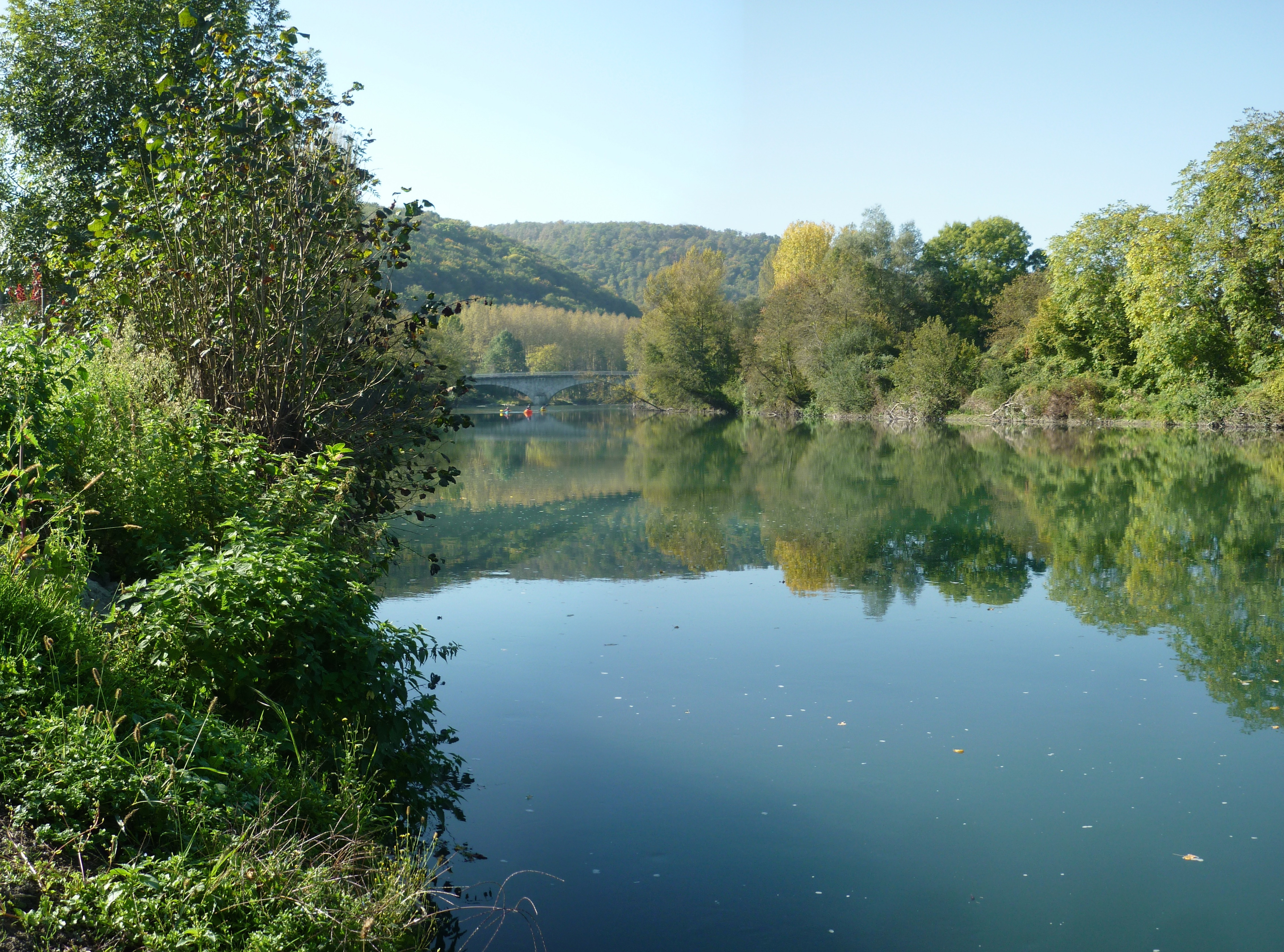
Arrivée de kayakistes à Miramont-de-Comminges.

La Garonne se descend aussi en canoë ou en kayak. Le parcours situé entre Valentine et Miramont-de-Comminges est très apprécié avec mise à l'eau aisée et accostage facile. Le parcours offre des vues splendides et permet l'observation d'oiseaux d'eau comme le cincle-plongeur ou la bergeronnette des ruisseaux.

### Écologie et recyclage

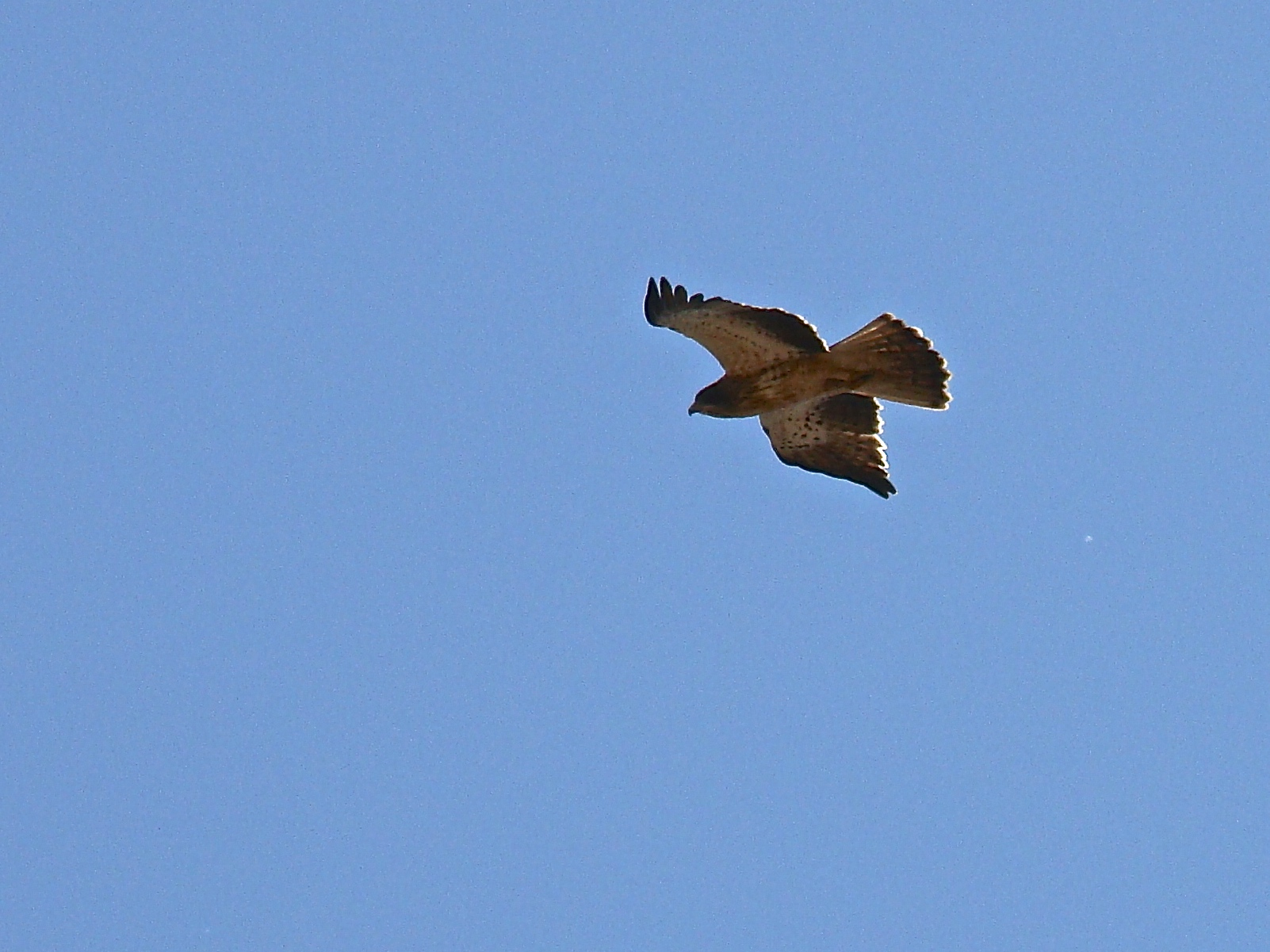
Aigle botté survolant la rue Dauphine en 2015

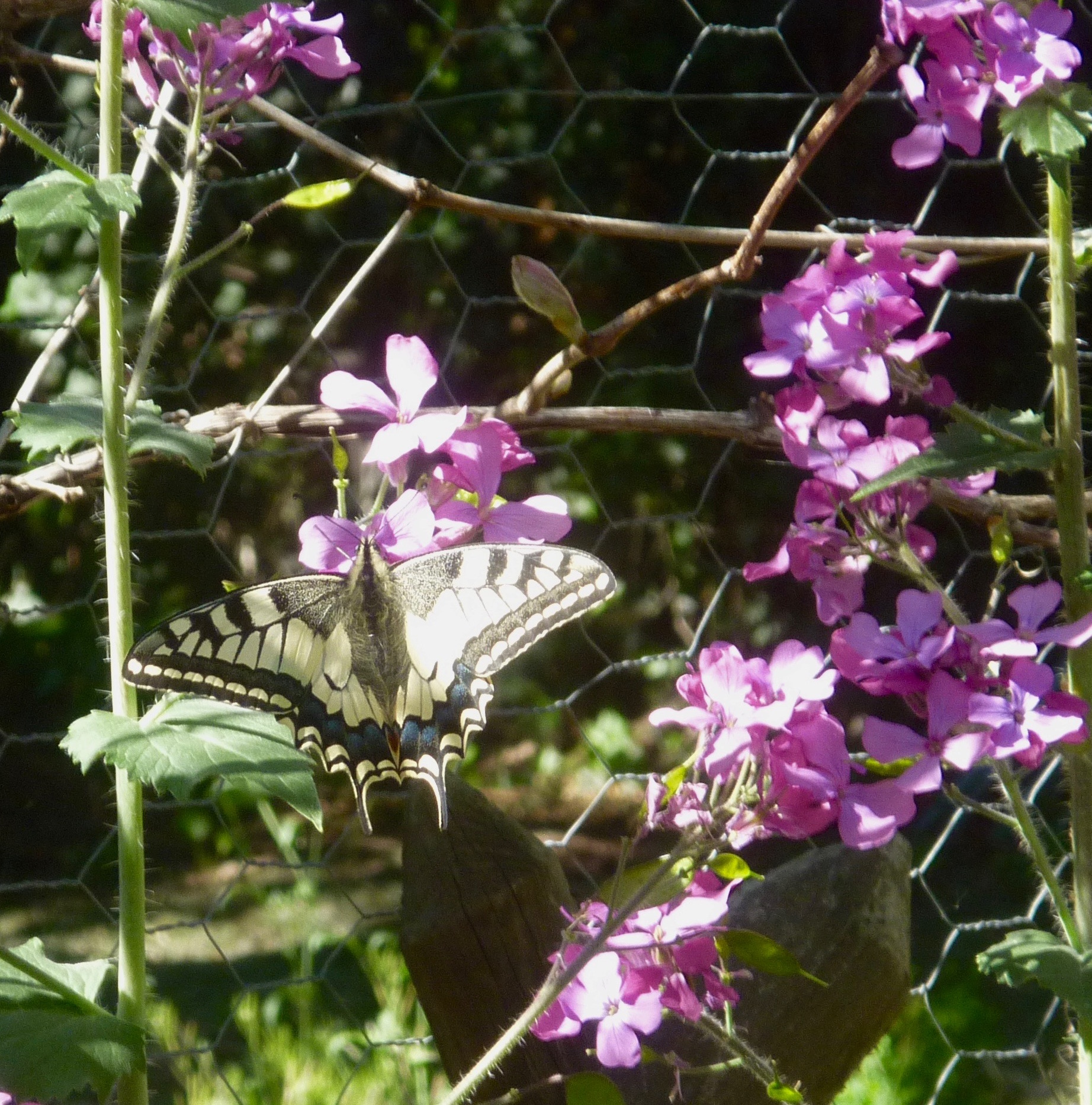
Machaon butinant une lunaire ou "monnaie de pape"

Le territoire de Miramont-de-Comminges est un sanctuaire pour de nombreuses espèces végétales et animales. Sa position piémontaise entre Garonne amont et Pyrénées en fait un emplacement assez unique. Le massif du Mont-Jammes a d'ailleurs été classé Zone naturelle d'intérêt écologique, faunistique et floristique (ZNIEFF du Mounjaïmes)). Se trouvent sur le territoire communal le lis martagon (lys ou lis sont admis), la fritillaire pintade ou encore le scirpe des marais mais aussi l'aigle botté, le cyrcaète jean le blanc, le torcol fourmilier, le milan (royal ou noir), la cigogne blanche ou la grenouille verte. La zone est un lieu de passage pour de nombreuses espèces d'oiseaux migrateurs. Plus discrets sont les agrions de mercure, les demoiselles et libellules ainsi que les innombrables papillons dont le majestueux machaon. La liste n'est pas exhaustive et constitue un solide indicateur de bonne santé environnementale. Un joli hôtel à insectes et son panneau pédagogique ont été installés sur le chemin des berges de Garonne. Un grand nombre des espèces présentes à Miramont-de-Comminges sont protégées.
Le village se situe sur la partie du fleuve appelée "Garonne Amont". Huit espèces de poissons amphihalins sont emblématiques de ce fleuve, le plus court de France avec ses 575 kilomètres. Tous ne remontent pas jusqu'aux Pyrénées mais ils bénéficient d'une attention toute particulière pour faciliter leur migration et leur reproduction par la surveillance de la qualité des eaux et l'aménagement des obstacles artificiels. Le saumon, la truite, la lamproie fluviatile et marine, l'anguille, la grande alose, la petite alose et l'esturgeon en forment la liste (source SMEAG). Une espèce protégée de moule perlière, la mulette (Margaritifera margaritifera) est en cours d'extinction. Elle a la particularité de devoir parasiter quelques semaines les branchies d'un salmonidé (saumon ou truite). Les passes à poisson revêtent ainsi une importance capitale pour beaucoup plus d'espèces que la seule liste des huit sur tout le parcours de la Garonne. Miramont-de-Comminges avec barrage et centrale hydro-électrique y est très sensible.
La forêt miramontaise s'étend sur 292 ha. Elle joue un important rôle dans le filtrage des eaux et se compose d'une grande mixité d'essences comme le chêne pédonculé, le chêne rouvre, le hêtre ou le douglas, l'aricio et l'épicéa. Le socle géologique de cette forêt est de type "flysch noir albo-cénomanien" (roche sédimentaire terrigène - source ONF). Elle fournit un vaste habitat à de très nombreuses espèces certaines plutôt rares comme la genette. Cet espace est bien visible depuis Saint-Gaudens.
De nombreux points de collecte et de recyclage pour les emballages usuels sont présents sur le territoire de la commune. Une déchetterie gérée par le SIVOM-sgma est également située à proximité pour collecter d'autres déchets comme les déchets verts ou plus volumineux.
Miramont-de-Comminges ne fait partie d'aucun PPRT (Plan de prévention des risques technologiques) de Haute-Garonne.

## Économie

### Revenus
En 2018  (données Insee publiées en septembre 2021), la commune compte 338 ménages fiscaux, regroupant 728 personnes. La médiane du revenu disponible par unité de consommation est de 18 810 € (23 140 € dans le département).

### Emploi
|                | 2008   | 2013   | 2018   |
| -------------- | ------ | ------ | ------ |
| Commune        | 11,3 % | 15,8 % | 12,6 % |
| Département    | 7,7 %  | 9,6 %  | 9,3 %  |
| France entière | 8,3 %  | 10 %   | 10 %   |

En 2018, la population âgée de 15 à 64 ans s'élève à 438 personnes, parmi lesquelles on compte 71,4 % d'actifs (58,8 % ayant un emploi et 12,6 % de chômeurs) et 28,6 % d'inactifs,. Depuis 2008, le taux de chômage communal (au sens du recensement) des 15-64 ans est supérieur à celui de la France et du département.
La commune fait partie de la couronne de l'aire d'attraction de Saint-Gaudens, du fait qu'au moins 15 % des actifs travaillent dans le pôle,. Elle compte 101 emplois en 2018, contre 86 en 2013 et 93 en 2008. Le nombre d'actifs ayant un emploi résidant dans la commune est de 263, soit un indicateur de concentration d'emploi de 38,3 % et un taux d'activité parmi les 15 ans ou plus de 48,3 %.
Sur ces 263 actifs de 15 ans ou plus ayant un emploi, 34 travaillent dans la commune, soit 13 % des habitants. Pour se rendre au travail, 95,3 % des habitants utilisent un véhicule personnel ou de fonction à quatre roues, 1,6 % les transports en commun, 2,4 % s'y rendent en deux-roues, à vélo ou à pied et 0,8 % n'ont pas besoin de transport (travail au domicile).

### Activités hors agriculture

#### Secteurs d'activités
48 établissements sont implantés  à Miramont-de-Comminges au 31 décembre 2019. Le tableau ci-dessous en détaille le nombre par secteur d'activité et compare les ratios avec ceux du département,.
| Secteur d'activité                                                                                        | Commune | Commune | Département |
| Secteur d'activité                                                                                        | Nombre  | %       | %           |
| --- | ------- | ------- | ----------- |
| Ensemble                                                                                                  | 48      |         |             |
| Industrie manufacturière, industries extractives et autres                                                | 13      | 27,1 %  | (5,7 %)     |
| Construction                                                                                              | 9       | 18,8 %  | (12 %)      |
| Commerce de gros et de détail, transports, hébergement et restauration                                    | 13      | 27,1 %  | (25,9 %)    |
| Activités financières et d'assurance                                                                      | 1       | 2,1 %   | (3,8 %)     |
| Activités immobilières                                                                                    | 1       | 2,1 %   | (4,2 %)     |
| Activités spécialisées, scientifiques et techniques et activités de services administratifs et de soutien | 5       | 10,4 %  | (19,8 %)    |
| Administration publique, enseignement, santé humaine et action sociale                                    | 2       | 4,2 %   | (16,6 %)    |
| Autres activités de services                                                                              | 4       | 8,3 %   | (7,9 %)     |

Le secteur du commerce de gros et de détail, des transports, de l'hébergement et de la restauration est prépondérant sur la commune puisqu'il représente 27,1 % du nombre total d'établissements de la commune (13 sur les 48 entreprises implantées à Miramont-de-Comminges), contre 25,9 % au niveau départemental.

#### Entreprises et commerces
Miramont de Comminges dispose, en centre village, de tous les commerces du quotidien mais également d'une Zone d'Activités regroupant des productions plus spécifiques.

### Agriculture
|               | 1988 | 2000 | 2010 | 2020 |
| ------------- | ---- | ---- | ---- | ---- |
| Exploitations | 23   | 11   | 6    | 6    |
| SAU (ha)      | 296  | 151  | 188  | 209  |

La commune est dans « La Rivière », une petite région agricole localisée dans le sud du département de la Haute-Garonne, constituant la partie piémont au relief plus doux que les Pyrénées centrales la bordant au sud et où la vallée de la Garonne s’élargit. En 2020, l'orientation technico-économique de l'agriculture sur la commune est l'élevage bovin, orientation mixte lait et viande. Six exploitations agricoles ayant leur siège dans la commune sont dénombrées lors du recensement agricole de 2020 (23 en 1988). La superficie agricole utilisée est de 209 ha,,.

## Culture locale et patrimoine

### Lieux et monuments
- Croix de fer, située dans le cimetière du village, est classée au titre des Monuments Historiques[57]. Elle porte les instruments de la Passion du Christ et était située jusque dans les années cinquante sur la place de l'église. Son socle a été démoli au moment du transfert. Protection MH par arrêté du 18 juin 2010.
- Église Saint-Martin (anciennement Saint-Exupère), fresque du baptistère (Nicolas Greschny avec Pierre.Sicre-St-Paul).
- Chapelle Notre-Dame des sept Douleurs, fresques de style byzantin de Nicolas Greschny avec Pierre.Sicre-St-Paul, Piéta de la manufacture Virebent de Launaguet, pique-nique, départ de promenades en forêt ou de randonnées, Vue panoramique sur le Saint-Gaudinois. Renseignements en Mairie de Miramont-de-Comminges ou près de l'Office de Tourisme du Saint-Gaudinois.
- Chapelle Saint-Roch : construite au XVIIe siècle (contre la peste), elle fut maintes fois emportée par la Garonne. Rebâtie au XIXe siècle plus près du rocher du Castéras. Ses vitraux sont issus des ateliers Gesta de Toulouse, célèbres pour leurs moirés. Une police de caractères porte également ce nom. Le père adoptif de Louis-Victor Gesta était fondeur de caractères.
- Chapelle du Bédiau (Saint-Pé).
- Pont en pierre, Napoléon III.
- Chemin des berges de la Garonne, promenades, canoë, pique-nique, pêche, hôtel à insectes.
- Anciennes filatures.
- Château de Tembal (privé, fenêtres à meneau et traverse de pierre, tourelles)
- Forêt communale mixte, promenades, randonnées.
- Site Massif forestier du Mont-Jammes. (ZNIEFF)
- Norbert Casteret, natif de Saint-Martory, qui avait entendu parler de la « Grotte de la sorcière » de Miramont-de-Comminges est venu en son temps, explorer cette singulière cavité du massif miramontais.

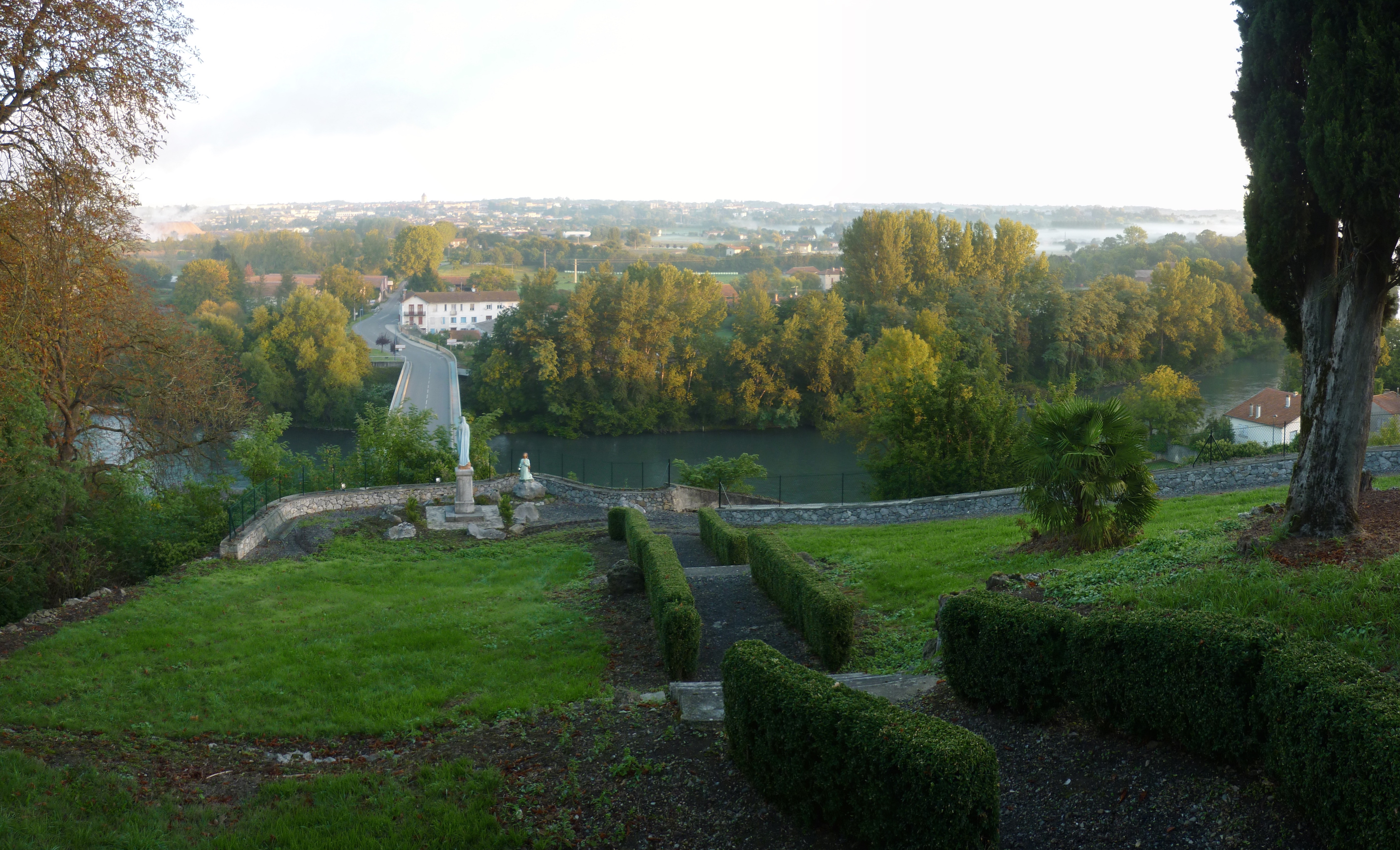
Miramont-de-Comminges ; Panorama Garonne et Saint-gaudinois depuis la chapelle Notre Dame des sept Douleurs.
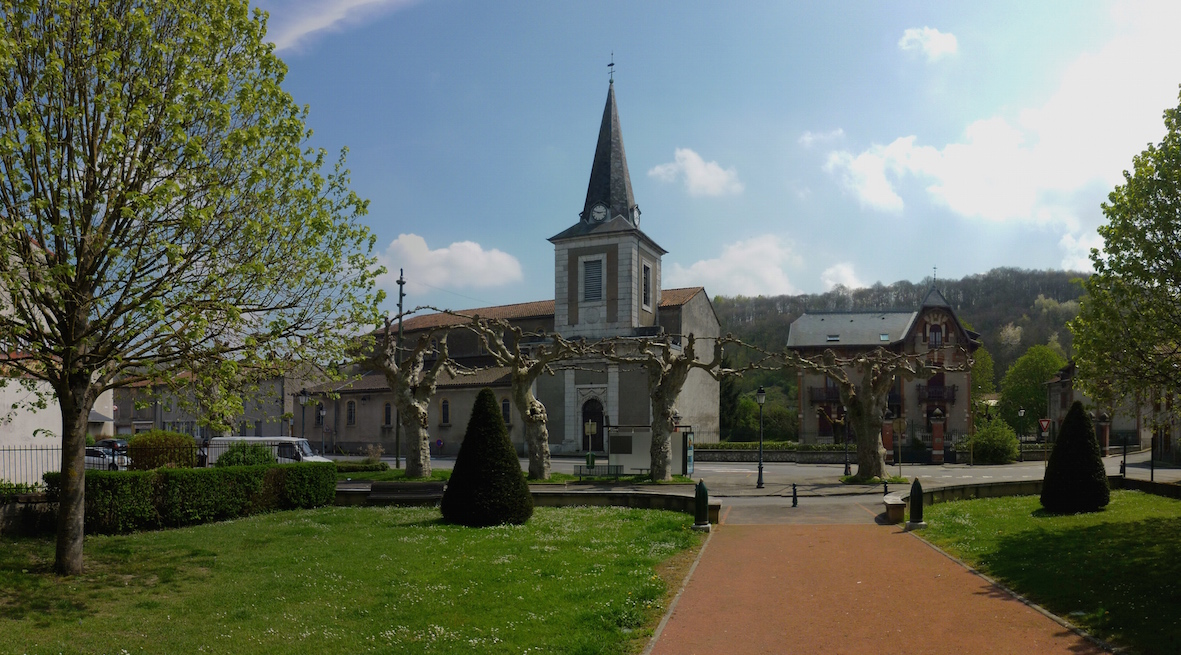
Église Saint-Martin de Miramont-de-Comminges.
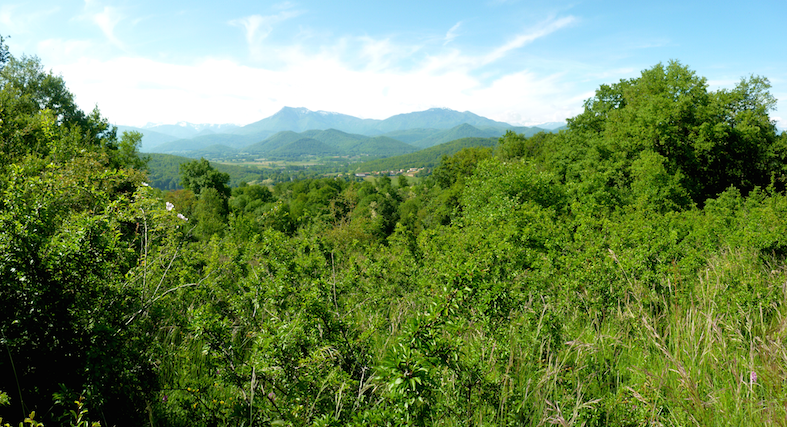
Pic de Cagire depuis Miramont-de-Comminges.
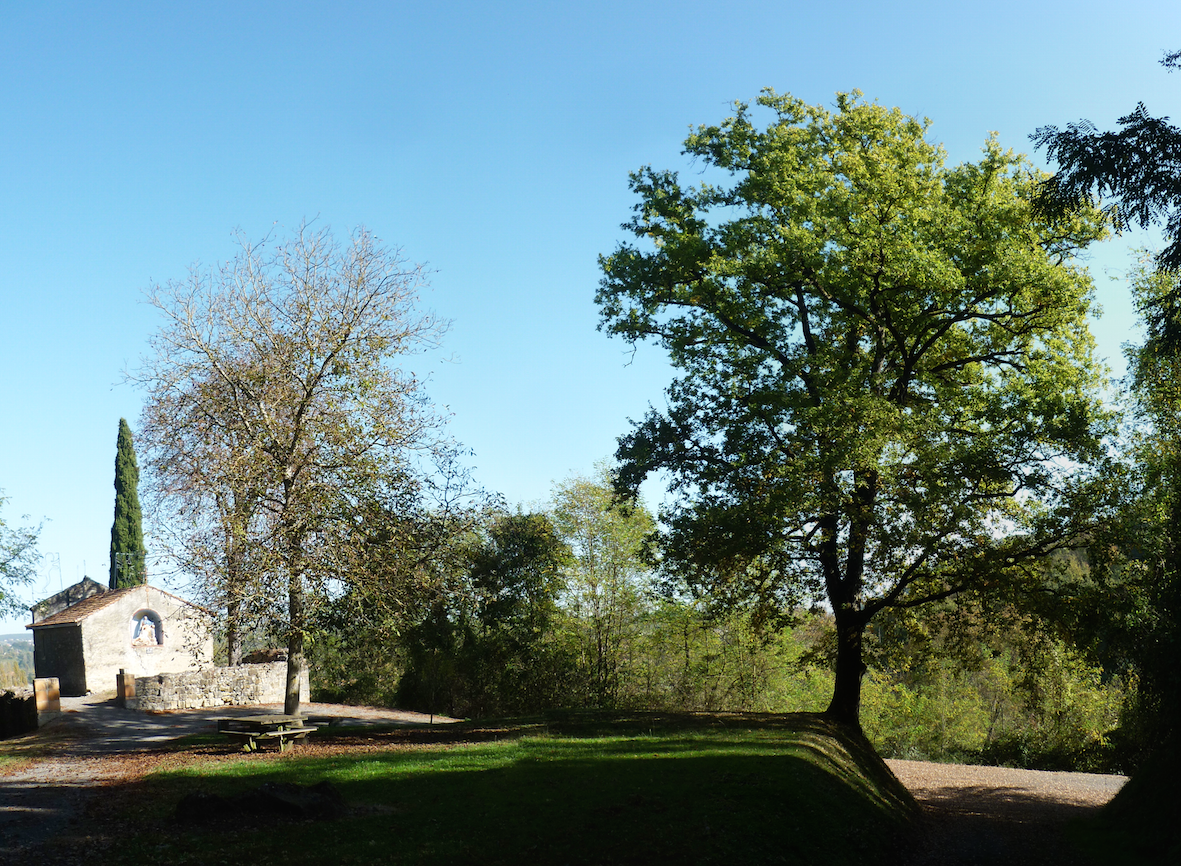
Chapelle Notre Dame des 7 douleurs. Fresques uniques, pique-nique et promenade en forêt.
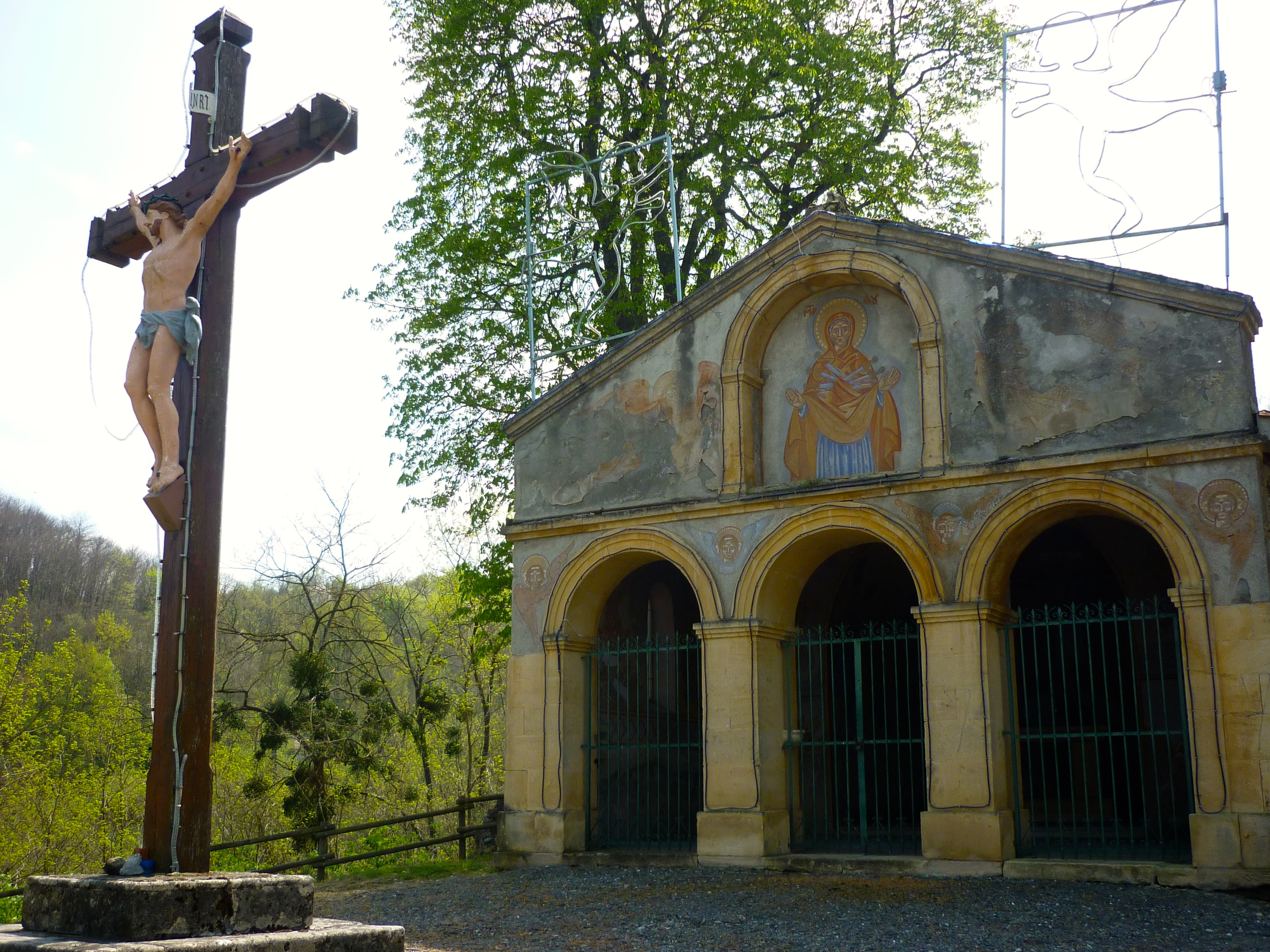
La façade avec fresques de la chapelle Notre-Dame des sept douleurs.
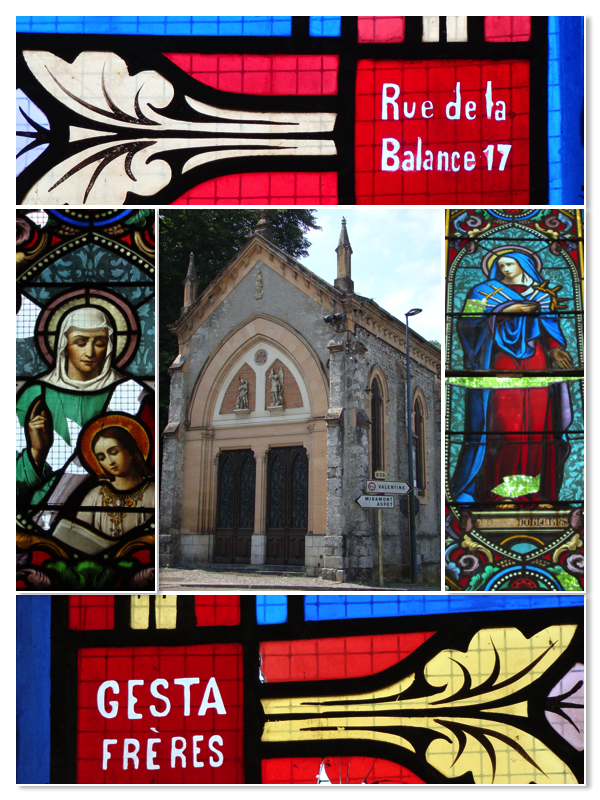
Chapelle Saint-Roch à Miramont-de-Comminges.
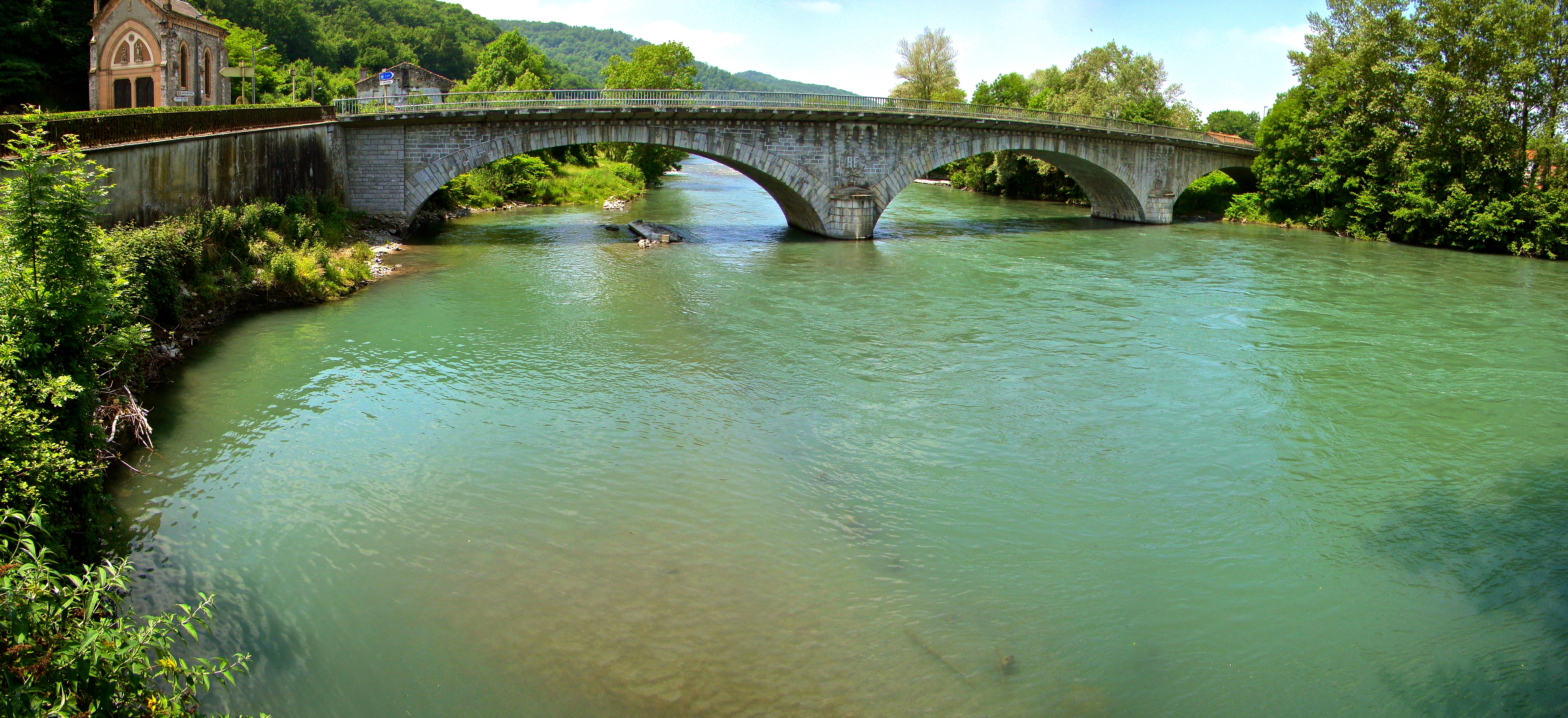
Pont sur la Garonne, Miramont-de-Comminges.
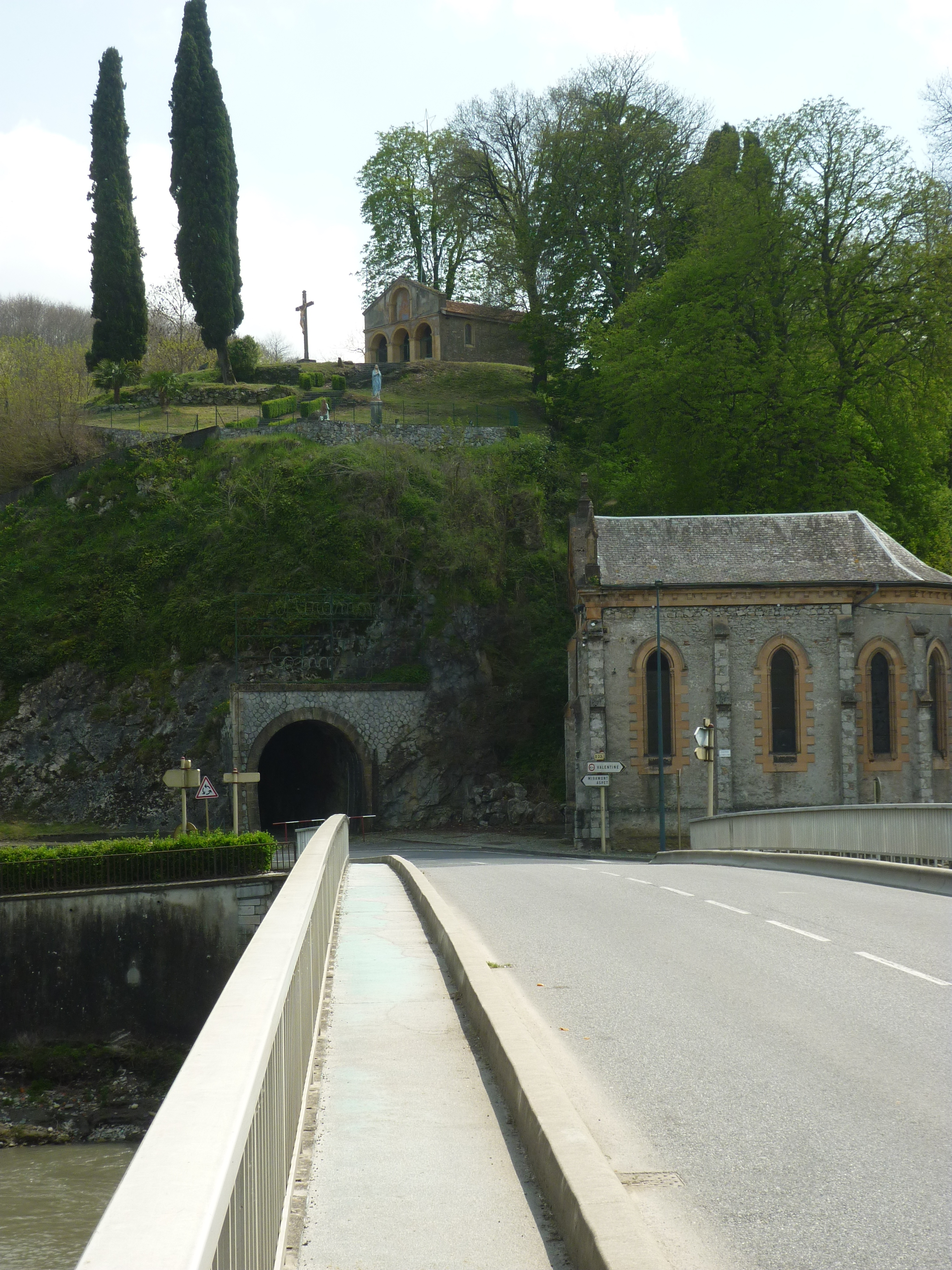
Arrivée à Miramont-de-Comminges depuis Saint-Gaudens. Pont Napoleon III sur la Garonne, chapelle Saint-Roch sur la droite, tunnel du petit train d'Aspet au centre, chapelle Notre-Dame des sept douleurs sur le massif rocheux, Miramont-de-Comminges.

### Personnalités liées à la commune
- Nicolaï Greschny en 1949, a exécuté les fresques ornant la Chapelle Notre Dame des sept Douleurs et le baptistère de l'église Saint-Martin, assisté de Pierre Saint-Paul (alias Patrice Sicre-Saint-Paul) pour les inscriptions et les deux "mères douloureuses" situées de chaque côté au bas du chevet de la chapelle, et de Raphaël Bolognesi pour les enduits à la chaux.
- Général Darbon qui fut "Médecin général inspecteur" chef du Service de santé des armées, après avoir été le directeur du Val-de-Grâce
- Christophe Avezac, joueur de football ayant joué à Miramont, puis au Toulouse FC, au FC Metz, au Dijon FCO et (2007-2008) à l'AC Ajaccio